# 格倫德格拉本河 (漢巴赫河支流)
49°07′39″N 10°39′25″E / 49.12744°N 10.65707°E
格倫德格拉本河是德國的河流，位於該國東南部，由巴伐利亞負責管轄，屬於漢巴赫河的右支流，河道全長1.6公里，流經庫爾姆巴赫縣和安斯巴赫縣。